# Edzard 2. af Østfrisland
Edzard 2. (24. juni 1532 - 1. september 1599) greve af Ostfriesland og huset Cirksena. . Han var søn af Enno 2., som døde 1540. Hans mor Anna af Oldenborg overtog da regeringen for de mindreårige børn Edzard, Johann og Hedwig.
Edzard giftede sig 1. oktober 1559 i Stockholm med Gustav Vasas datter Katarina. Sverige ville skaffe sig indflydelse langs nordsøkysten, men Edzards mor var imod den svenske indflydelse og ægteskabet. På hjemvejen fra Stockholm indtraf tillige Vadstenabullret, som gjorde, at bruden ikke fulgte med til Østfrisland før end 1½ år senere. 
Anna foretrak Edzards yngre broder Johann. Først efter Johanns død 1591 opnåede Edzard hele magten i grevskabet. Han var dog tvunget til at gå på kompromis med sine undersåtter. De fik således en hofret i Aurich 1593. Edzards svage stilling, religionsmodsætninger og Nederlandenes indblanding bidrog til Emdens revolte i 1595. Edzard var luthersk, og Emden var calvinistisk. Revolten gav Emden en stor grad af selvstændighed. De østfrisiske grever måtte i stedet bosætte sig i Aurich. Efter hans død nægtede kalvinisterne at begrave ham i kirken i Emden, så Aurich blev huset Cirksenas nye gravsted.

## Børn
1. Margareta (22. november 1560 – 8. september 1588)
2. Anna (26. juni 1562 – 21. april 1621)
3. Enno 3. (30. september 1563 – 19. august 1625) (stamfader til Viktoria 1. af Storbritannien)
4. Johan 3. af Rietberg (1566 – 29. september 1625)
5. Christoffer (1569 – 1636)
6. Edzard (ca 1571 – 1572)
7. Elisabet (ca 1572 – 1573)
8. Sofia (5. juni 1574 – 20. marts 1630)
9. Karl Otto (1577 – 28. februar 1603)
10. Maria (1. maj 1582 – 9. juli 1616)